# Ali Bader Al-Ramzi
Ali Bader Al-Ramzi (* 21. März 1987 in Kuwait) ist ein ehemaliger kuwaitischer Squashspieler.

## Karriere
Ali Bader Al-Ramzi spielte von 2005 bis 2017 auf der PSA World Tour. Seine höchste Platzierung in der Weltrangliste erreichte er mit Rang 111 im Januar 2006. Mit der kuwaitischen Nationalmannschaft nahm er 2003, 2011 und 2019 an der Weltmeisterschaft teil, sowie an mehreren Asienmeisterschaften. 2008 und 2022 wurde er mit ihr Vizeasienmeister. Bei den Asienspielen 2014 gewann er mit dieser die Bronzemedaille.

## Erfolge
- Vizeasienmeister mit der Mannschaft: 2008, 2022
- Asienspiele: 1 × Bronze (Mannschaft 2014)